# Michael Frank Goodchild
Pour les articles homonymes, voir Goodchild.
Michael Frank Goodchild, né le 24 février 1944 , est un géographe anglo-américain, professeur émérite de géographie à l'université de Californie à Santa Barbara et professeur associé à l'université de Washington. Il est membre de l'Académie nationale des sciences des États-Unis et du Canada. Il reçoit le prix Vautrin-Lud en 2007.

## Parcours professionnel
Il fait ses études à l'université McMaster (Canada) et à Cambridge (Royaume-Uni), puis il enseigne durant 19 ans à l'université de Western Ontario au Canada, dont il dirige le département de géographie entre 1982 et 1985. En 1988, il prend de nouvelles fonctions, dans la fondation du National Centre for Geographic Information and Analysis (Santa Barbara (Californie)), qu'il dirige pendant près de quinze ans. 
Il a également dirigé l'UCSB Centre for Spatial Studies. Il prend sa retraite en juin 2012.

## Domaine de recherche
Considéré comme l'un des pères de la science de l'information géographique, après avoir posé les bases de celle-ci en 1992, Michael Goodchild la définit comme la science de la collecte, de l'analyse, de la numérisation et de l'utilisation de données géographiques.
La science de l'information géographique est en 2015 présente un peu partout dans la vie du quotidien : des systèmes de navigation par satellite aux plans d'aménagement des risques en passant par la gestion des foyers épidémiques.
Les progrès technologiques dans les technologies de l'information participent à la constitution de bases de données toujours plus importantes. 
Goodchild a notamment mené des recherches sur de nouvelles techniques de gestion de ces données et sur l'incertitude que l'on peut en attendre. Il met également au point de nouvelles méthodes de collecte de données avec le développement de la cartographie collaborative (Wikimapia ou OpenStreetMap par exemple).

## Œuvres
Goodchild a été rédacteur en chef de la revue Geographical Analysis  (1987-1990) et rédacteur en chef de la section Methods, Models, and Geographic Information Sciences des Annals of the Association of American Geographers (2000-2006).
Il a appartenu au cours de sa carrière aux comités de rédaction de dix revues ou collections d'ouvrages, et a publié plus de 15 livres et 500 articles parmi lesquels :
- Longley, P. A., Goodchild, M. F., Maguire, D. J., & Rhind, D. W. (2015).Geographic information science and systems. John Wiley & Sons.
- Sui, D., Elwood, S., & Goodchild, M. (Eds.). (2012). Crowdsourcing geographic knowledge: volunteered geographic information (VGI) in theory and practice. Springer Science & Business Media.
- Goodchild, M. F. (2007). Citizens as sensors: the world of volunteered geography. GeoJournal, 69(4), 211-221.
- Goodchild, M. F., & Haining, R. P. (2004). GIS and spatial data analysis: Converging perspectives. Papers in Regional Science, 83(1), 363-385.
- Goodchild, M. F. (Ed.). (1993). Environmental modeling with GIS. Oxford University Press
- Goodchild, M. F. (1992). Geographical information science. International journal of geographical information systems, 6(1), 31-45.
- Goodchild, M. F. (1992). Geographical data modeling. Computers & Geosciences, 18(4), 401-408.
- Maguire, D. J., Goodchild, M. F., & Rhind, D. W. (1991). Principles and Applications. Longman.
- Goodchild, M. F., & Gopal, S. (Eds.). (1989). The accuracy of spatial databases. CRC Press.
- Goodchild, M. F. (1986). Spatial autocorrelation (Vol. 47). Geo Books.

## Distinctions
- Membre de la British Academy, 2010- [4]
- Foreign Member of the Royal Society, 2010– [5]
- Researcher of the Year, University Consortium for Geographic Information Science, 2010[6];
- Prix Vautrin-Lud, Saint Dié-des-Vosges, France, 2007;
- Membre de l'Académie américaine des arts et des sciences, 2006-;
- Docteur honoris causa en droit, université Ryerson, 2004;
- Docteur honoris causa en sciences, université McMaster, 2004;
- Professeur invité, université de Wuhan, 2003–;
- Chargé de recherches à l'université de Californie à Santa Barbara, 2003;
- Founder's Medal, Royal Geographical Society, 2003;
- Educator of the Year, University Consortium for Geographic Information Science, 2002;
- Membre correspondant de la Société royale du Canada, 2002–;
- Membre de l'Académie nationale des sciences (États-Unis), 2002–;
- National Associate of the National Academies, 2001–;
- Lifetime Achievement Award, Environmental Systems Research Institute (ESRI), 2001;
- Docteur honoris causa en sciences, Keele University, 2001;
- Award of Distinction for Exceptional Scholarly Contributions to Cartography, Canadian Cartographic Association, 1999;
- Docteur honoris causa en sciences, Université Laval, 1999.